# Barchfeld
Barchfeld este o comună din landul Turingia, Germania.